# Acta est fabula
Ne doit pas être confondu avec la revue littéraire Acta Fabula
Acta est fabula ou plus probablement Acta fabula est est une locution latine qui signifie « la pièce est jouée ». Elle annonçait, dans les théâtres romains antiques, la fin de la représentation et le moment pour le public de se retirer.

## Utilisations

### Historique
Sur son lit de mort, l'Empereur romain Auguste, se sentant proche de la fin, demanda un miroir, se fit peigner les cheveux et raser la barbe. Après quoi, il aurait dit[réf. souhaitée] : 

« N'ai-je pas bien joué mon rôle ? (...) Oui, lui répondit-on (...) Applaudissez, dit-il, la pièce est jouée ! (Plaudite, acta est fabula !) »

### Politique
En Belgique, le 18 octobre 2010, Bart De Wever, le leader du parti indépendantiste flamand Nieuw-Vlaamse Alliantie, a prononcé cette locution en pleine crise politique, lors de sa mission de « clarificateur » royal, pour dire sa déception après le refus de sa proposition de compromis de la part des partis francophones[réf. souhaitée].

### Arts et culture
- Dans le jeu vidéo Haunting Ground, la phrase est utilisée en lieu et place de l'habituel message Game Over.
- Cette locution est également utilisée dans le jeu vidéo Tom Clancy's Ghost Recon Wildlands pour annoncer la fin du jeu et l'incarcération de Karen Bowman, chef de l'escouade.
- Cette locution est utilisée dans le jeu Virtue's Last Reward par le personnage de Phi, et dans sa suite Zero Time Dilemma, cette fois-ci par Zero. Il s'agit d'une des nombreuses locutions latines utilisées dans la série de jeu Zero Escape.
- Elle orne également la dernière pièce du jeu narré dans le film Escape Game.
- Dans l'album d'Astérix La Serpe d'or, le préfet de Lutèce Gracchus Pleindastus avoue être le chef des trafiquants de serpe par cette citation.
- Dans le film Nouvelle Vague de Jean-Luc Godard, deux actes sont intitulés « Acta Est Fabula ».